# Dissodactylus mellitae
Dissodactylus mellitae är en kräftdjursart som först beskrevs av M. J. Rathbun 1900.  Dissodactylus mellitae ingår i släktet Dissodactylus och familjen Pinnotheridae. Inga underarter finns listade i Catalogue of Life.